# Mukkaselkä
Mukkaselkä är en kulle i Finland.   Den ligger i den ekonomiska regionen  Fjäll-Lappland  och landskapet Lappland, i den norra delen av landet, 900 km norr om huvudstaden Helsingfors. Toppen på Mukkaselkä är 339 meter över havet. Mukkaselkä ingår i Siiselät.
Terrängen runt Mukkaselkä är platt.  Trakten runt Mukkaselkä är nära nog obefolkad, med mindre än två invånare per kvadratkilometer. Det finns inga samhällen i närheten. 